# Sous-marin soviétique K-3 Leninsky Komsomol
Pour les articles homonymes, voir K3.
Ne doit pas être confondu avec Sous-marin soviétique K-3 (1938).
Le K-3 (officiellement К-3 du russe : Кит, « Kit », baleine), surnommé Leninski Komsomol (Ленинский Комсомол en cyrillique), est un sous-marin nucléaire d'attaque soviétique de classe November (code OTAN) / Projet 627. Premier sous-marin nucléaire soviétique, il est également le premier sous-marin soviétique à atteindre le pôle Nord en 1962 — quatre années après l'USS Nautilus — et à y faire surface — trois années après l'USS Skate. Son commandant est Leonid Ossipenko et le commandant en second est Lev Giltsov, qui sera fait Héros de l'Union soviétique pour cet exploit.

## Construction
Un prototype du bâtiment est d'abord construit en bois, avec chacun des cinq segments dispersés entre cinq endroits différents à Leningrad, y compris l'Hôtel Astoria. Il est construit au chantier naval de la Sevmash à Molotovsk (aujourd'hui Severodvinsk), et lancé le 9 août 1957. Affecté à la Flotte du Nord, il entre en service en juillet 1958 avec pour port d'attache la base sous-marine de Zapadnaïa Litsa sur la péninsule de Kola. Le K-3 a été conçu par Vladimir Nikolaïevitch Peregoudov. Son premier commandant Leonid Ossipenko, assisté du commandant en second Lev Giltsov, aura la tâche importante de former le premier équipage.

## Service

### Premier équipage
Liste du personnel et grade :
- Leonid Ossipenko : Commandant ;
- Lev Giltsov : Commandant en second ;
- Gueorgui Beliachov : Officier politique ;
- Grigori Tchernykh : Officier politique ;
- Boris Akoulov : Ingénieur-mécanicien ;
- Vladimir Troukhanov : Assistant du commandant ;
- Evguenï Zolotarev : Navigateur ;
- Victor Markov : Chef de l'unité de combat 3 ;
- Lodiakov : Chef de l'unité de combat 4 ;
- Ivan Betchik : Médecin ;
- Nicolaï Odinokov : Chimiste-dosimétriste.

- Officiers :
  - Vladimir Roudakov ;
  - Stanislav Loutchnikov ;
  - Riourik Timofeev ;
  - Anatoli Chouryguine ;
  - Vladimir Koulikov ;
  - Nicolaï Stoudenikine ;
  - Leonid Romanenko ;
  - Vadime Mamlov ;
  - Nicolaï Antonov ;
  - Iouri Balenko ;
  - Oleg Danielvski ;
  - Vitali Deikoun ;
  - Nicolaï Mormoul ;
  - Iouri Gorbenko ;
  - Oleg Pivtsov ;
  - Anatoli Gritsenko ;
  - Anatoli Gourianov ;
  - Anatoli Lapchine ;
  - Boris Molodtchikov ;
  - Oleg Beklemichev ;
  - Dmitri Ivanov ;
  - Stanislav Ivanov.

### Mission dans l'océan Arctique

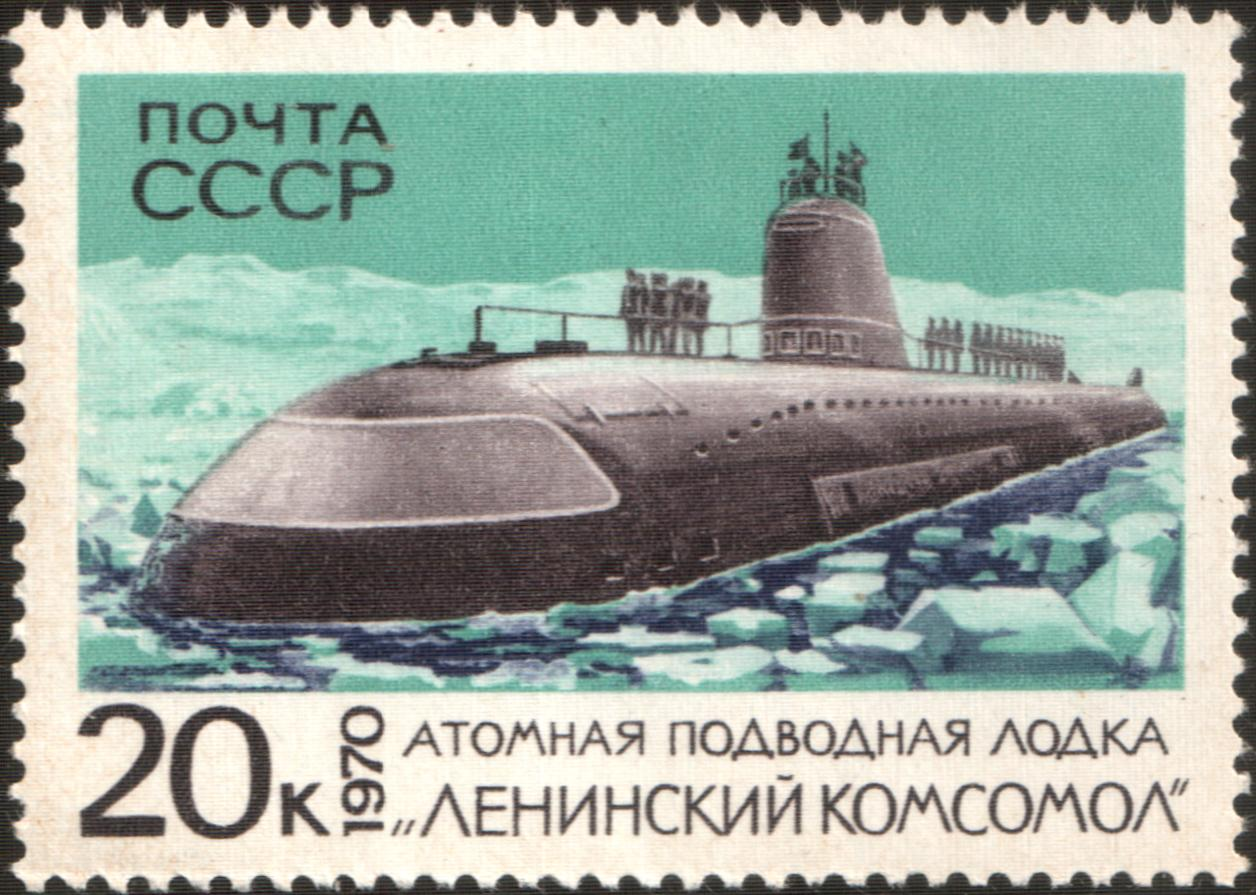
Timbre sur le K-3 (1970).

Le 17 juin 1962, alors qu'il est désormais commandé par Giltsov, le К-3 atteint le Pôle Nord sous la glace, devenant ainsi le premier sous-marin soviétique à réaliser cet exploit (le sous-marin américain USS Nautilus y était lui parvenu près de quatre ans plus tôt). Le К-3 parvient également à faire surface au niveau du pôle (trois ans après l'USS Skate). Le 9 octobre 1962, de retour de ce voyage, le К-3 reçoit le nom de Leninski Komsomol (en russe : Ленинский Комсомол) et son équipage est très vite sollicité pour prendre part à de nombreux congrès et conférences, au lieu de poursuivre son entraînement militaire. Le К-3 est très peu utilisé jusqu'à l'été 1967, date à laquelle un autre sous-marin qui devait participer à une mission de patrouille en mer Méditerranée tombe en panne. Le К-3 est chargé d'effectuer cette patrouille à la hâte. Le capitaine de 2e rang Stepanov reçoit le commandement du bâtiment, son commandant en second n'arrive à bord que deux heures avant le départ. Le К-3 est alors un bâtiment ayant très peu navigué, son équipage est inexpérimenté et pas prêt à prendre la mer. Lorsqu'il atteint la Méditerranée, le système de régénération de l'air à bord tombe en panne et la température à bord monte à 35–40 °C.
Une fois en Méditerranée, le К-3 reçoit la mission de suivre un sous-marin nucléaire lanceur d'engins américain, ce dont il se révèle rapidement incapable. Il reçoit alors l'ordre de regagner sa base.

## Accident de 1967

Schéma du K-3.

Le 8 septembre 1967, alors qu'il traverse la mer de Norvège, un incendie se déclare dans le circuit hydraulique du sous-marin et les membres d'équipage présents dans le compartiment quand le feu éclate doivent évacuer le compartiment. Les flammes se propagent à d'autres compartiments du sous-marin. Les systèmes anti-incendie embarqués fonctionnaient au dioxyde de carbone (CO2), leur déclenchement provoque l'asphyxie des marins présents dans les compartiments I et II du sous-marin. Lorsque la cloison de séparation du compartiment III est ouverte pour voir ce qui était arrivé aux marins du deuxième compartiment, la propagation du gaz entraîne la perte de conscience de plusieurs marins. Les compartiments avant sont alors complètement scellés et le sous-marin fait surface. Quatre jours plus tard, le К-3 était de retour à sa base. Un total de 39 membres de l'équipage meurent dans l'incendie.
L'enquête officielle déterminera que la cause la plus probable de l'incendie était l'inflammation d'une concentration explosive d'huile hydraulique, et que les réactions de l'équipage avaient été rapides et appropriées. De nombreuses récompenses sont recommandées pour l'équipage, dont sept nominations au titre de Héros de l'Union soviétique — quatre d'entre elles à titre posthume. Une commission envoyée de Moscou, trouvera cependant par la suite un briquet dans le compartiment des torpilles et la position du corps d'un marin suspecte. Cette commission estime que le tabagisme du marin avait causé le feu et interdit toute récompense.
Selon des témoignages plus récents, la version défendue par l'enquête officielle aurait été volontairement erronée. L'incendie dans le premier compartiment (le compartiment des torpilles) se serait déclenché à cause d'un joint du système hydraulique qui aurait dû être en cuivre mais qui était en caoutchouc. En retenant cette version, la commission d'enquête aurait ainsi reconnu une erreur de conception. Pour éviter la perte du sous-marin, les compartiments avant seront noyés ce qui entraînera la mort des 39 marins situés dans les deux premiers compartiments.
En 1991, un mémorial a été érigé dans Zapadnaïa Litsa pour les hommes morts à bord du К-3. En 2007, le Comité russe des Décorations (Российский наградной комитет) décide de la fabrication d'une médaille commémorative « Pour les 50 ans du sous-marin Leninskiy Komsomol ».

### Victime de l'accident du8 septembre 1967
Liste du personnel et grade :
- S. Gorchkov : Capitaine de frégate ;
- A. Kamokine : Capitaine de corvette ;
- G. Ganine : Ingénieur-mécanicien de 1re classe ;
- A. Maliar : Ingénieur-mécanicien de 1re classe ;
- V. Smirnov : Ingénieur-mécanicien de 1re classe ;
- V. Gourine : Lieutenant ;
- A. Petretchenko : Lieutenant ;
- A. Boutorine : Sous-officier ;
- Moussatov : Sous-officier ;
- B. Romantsev : Premier maître ;
- V. Miounine : Premier maître ;
- V. Taranov : Second maître de 1re classe ;
- N. Bogatchev : Second maître de 1re classe.

- Seconds maître de 2e classe :
  - N. Zatsepine ;
  - N. Gouriev ;
  - A. Ivanov ;
  - Y. Garogonine ;
  - A. Gaivas ;
  - V. Rozanov ;
  - N. Slounine ;
  - G. Kislovski ;
  - K. Pouzevitch ;
  - P. Youzefovitch ;
  - I. Vetcherine ;
  - S. Gaidai.

- Matelots brevetés :
  - S. Bogalev ;
  - A. Voroviov ;
  - V. Lavrouchkine ;
  - N. Sobolev ;
  - V. Taraban ;
  - V. Yarochevitch ;

- Matelots :
  - V. Bogatchev ;
  - A. Ossiptchouk ;
  - V. Posjalaty ;
  - V. Kouzmitski ;
  - A. Koujepov ;
  - V. Klimentchouk ;
  - A. Korovine ;
  - V. Romanov.